# Aventurina

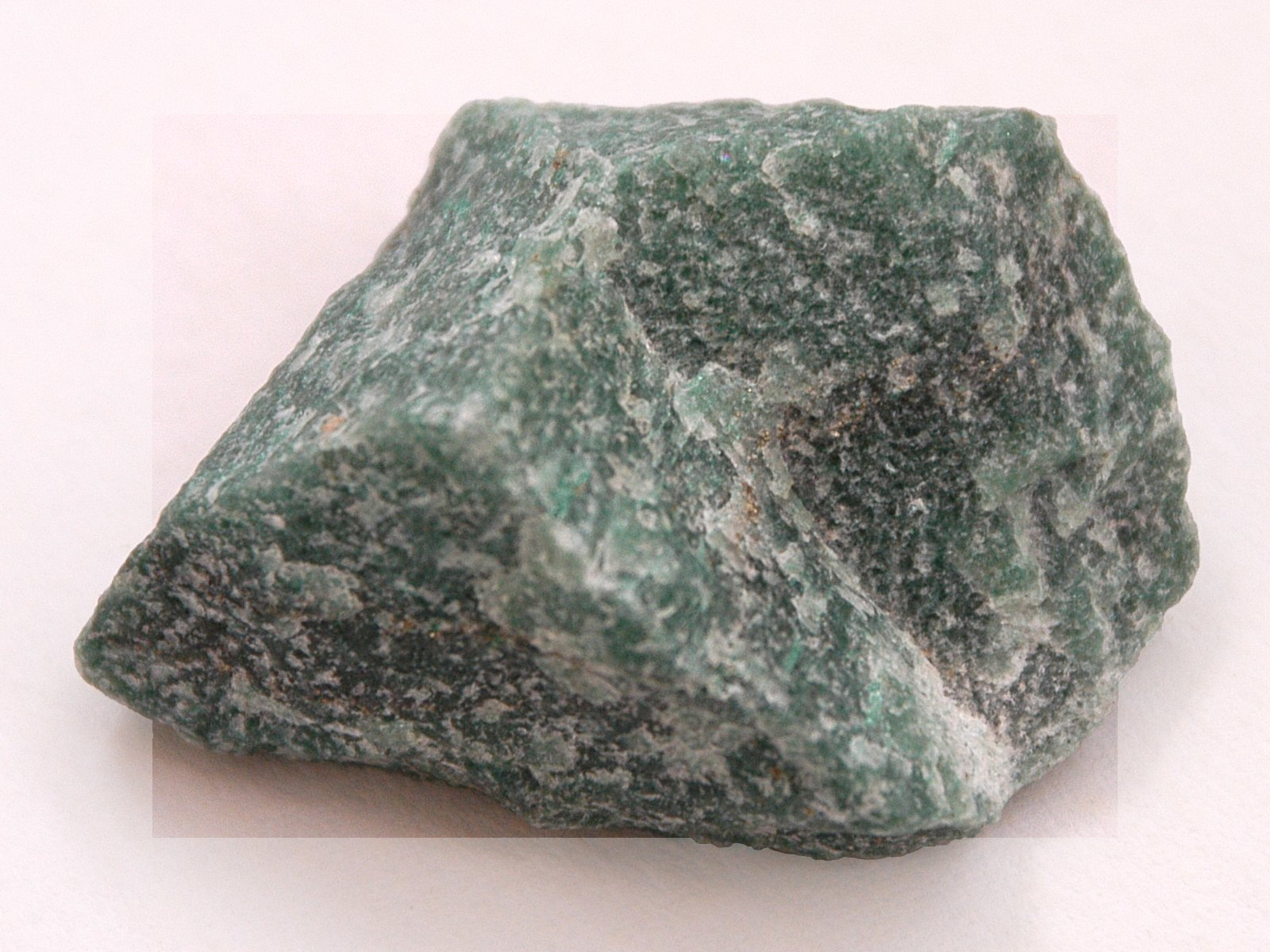
Aventurina

Aventurina é uma variedade de quartzo, caracterizado por sua translucidez e inclusões minerais que propiciam um efeito cintilante ou brilhante nominado Aventurecência. 

## Características
A cor mais comum de aventurina é o verde, mas pode vir a ser laranja, marrom, amarela, azul ou cinza. Fuchsita com cromo (uma variedade de mica moscovita) é a inclusão clássica e dá um brilho verde ou azul prateado. Tons em laranja e marrom sao atribuidos pela hematita ou goethita. Por ser uma rocha as propriedades físicas da aventurina podem variar: sua densidade relativa varia entre 2.64-2.69 e sua dureza é um pouco menor que um cristal único de quartzo, por volta de 6.5.
Aventurina feldspar ou pedra do sol pode ser confundida com quartzita de aventurina laranja ou vermelha, mesmo sendo geralmente de maior transparência. 